# Liste der denkmalgeschützten Objekte in Edelsbach bei Feldbach
Die Liste der denkmalgeschützten Objekte in Edelsbach bei Feldbach enthält die 4 denkmalgeschützten, unbeweglichen Objekte der Gemeinde Edelsbach bei Feldbach im steirischen Bezirk Südoststeiermark.

## Denkmäler
| Foto |                 | Denkmal                                                                        | Standort                                  | Beschreibung | Metadaten |
| ---- | --------------- | ------------------------------------------------------------------------------ | ----------------------------------------- | --- | --- |
| ja   | Datei hochladen | Kath. Pfarrkirche hl. Jakobus d. Ä. HERIS-ID: 31077 Objekt-ID: 28002           | Standort KG: Edelsbach                    | Die ursprüngliche gotische Pfarrkirche aus dem Jahr 1484 wurde in der 2. Hälfte des 17. Jahrhunderts umgebaut. Vom gotischen Bau sind die massigen Strebepfeiler am Chor und der Westfront erhalten. Der eingezogene Chor ist einjochig und das Langhaus dreijochig. Der quadratische Westturm weist eine Gliederung aus dem 18. Jahrhundert sowie einen Laternenhelm auf. Im Innenraum konnten Fragmente von Wandmalereien aus der 2. Hälfte des 15. Jahrhunderts freigelegt und restauriert werden. | BDA-Hist.: Q20754095 Status: § 2a Stand der BDA-Liste: 2025-06-30 Name: Kath. Pfarrkirche hl. Jakobus d. Ä. GstNr.: 553/1 Pfarrkirche Edelsbach  |
| ja   | Datei hochladen | Gsellmann Weltmaschine HERIS-ID: 113925 Objekt-ID: 132313seit 2021             | Kaag 12 Standort KG: Kaag                 | Die „Weltmaschine“ (Bezeichnung des Erbauers) ist eine zweckfreie Maschine, die vom Landwirten Franz Gsellmann im Zeitraum von 1958 bis 1981 aus Einzelteilen verschiedener Herkunft zusammengebaut wurde. Sie wird heute als Kinetische Kunst eingeordnet. | BDA-Hist.: Q1545577 Status: Bescheid Stand der BDA-Liste: 2025-06-30 Name: Gsellmann Weltmaschine GstNr.: .10/1 Weltmaschine des Franz Gsellmann |
| ja   | Datei hochladen | Burgstall Rohr HERIS-ID: 112060 Objekt-ID: 130111seit 2013                     | bei Rohr an der Raab 67 Standort KG: Rohr | | BDA-Hist.: Q37828329 Status: Bescheid Stand der BDA-Liste: 2025-06-30 Name: Burgstall Rohr GstNr.: 340/1, 370/1                                  |
| ja   | Datei hochladen | Erzherzog-Johann-Haus mit Wirtschaftsgebäuden HERIS-ID: 31085 Objekt-ID: 28010 | Rohr an der Raab 38 Standort KG: Rohr     | | BDA-Hist.: Q37940175 Status: Bescheid Stand der BDA-Liste: 2025-06-30 Name: Erzherzog-Johann-Haus mit Wirtschaftsgebäuden GstNr.: .23/1          |